# Archi della Marina
Archi della Marina (in siciliano Acchi dâ Marina) è il nome di largo uso tradizionale e popolare con cui è chiamato il lungo viadotto ottocentesco in muratura, della ferrovia Catania-Siracusa, che collega la stazione di Catania Centrale con l'imbocco della galleria dell'Acquicella.

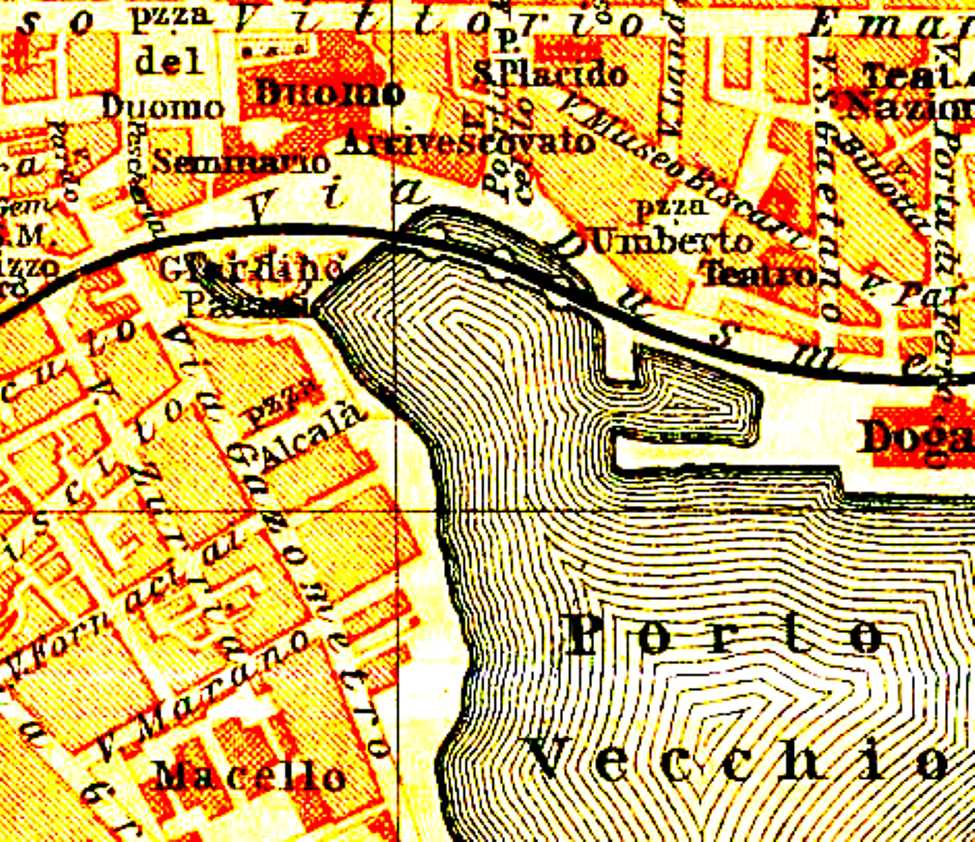
Mappa del 1905 con il percorso dei binari sul viadotto Archi della Marina.

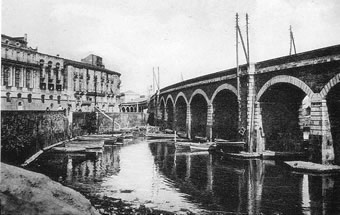
Gli Archi della marina, in una foto dei primi anni del XX secolo.

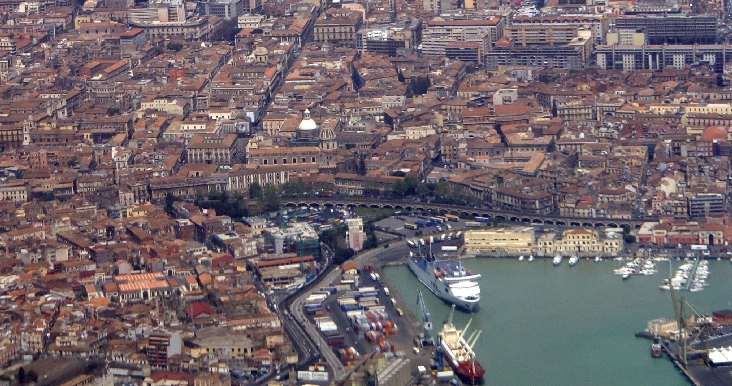
Vista dall'alto degli Archi della Marina (2009).

## Storia
Il progetto del viadotto nacque in seguito ai programmi di costruzioni ferroviarie della Società Vittorio Emanuele, costituita con capitale interamente francese e presieduta da Carlo Laffitte. Questa era subentrata nella costruzione e nell'esercizio delle linee ferroviarie calabro-sicule, sostituendo la società livornese Adami e Lemmi che ne aveva ottenuta la concessione, anche perché aveva acquisito una consistente partecipazione azionaria in quest'ultima.
Il 27 agosto 1863 vi fu l'atto di affidamento per la costruzione delle nuove linee alla società Parent, Schaken e C. e Salamanca che, il 25 settembre successivo, la subconcessero alla società in accomandita Vitali, Picard, Charles e C. già preventivamente costituita a Parigi il 24 agosto 1862 (i cui soci accomandatari erano Parent, Schaken e C. e gli accomandatari Vitali, Picard, Charles ed Oscar Stevens). Quest'ultima società appaltò ulteriormente la costruzione dei tronchi ferroviari Alcantara-Catania, Catania-Siracusa, ed i lavori della Stazione di Catania Centrale all'impresa Beltrami Gallone e C..
Frattanto, in seguito all'emanazione della legge n. 2779 del 1865, si costituiva la Società per le Strade Ferrate Calabro-Sicule alla quale si affidava la concessione per la costruzione e l'esercizio delle future ferrovie di Calabria e Sicilia. Nel 1866 non riuscendo a portare avanti i lavori per motivi finanziari, la Società per le Strade Ferrate Calabro-Sicule metteva in liquidazione la Vitali, Picard, Charles e C. e il 29 novembre dello stesso anno stipulava una nuova convenzione con l'Impresa Generale per la costruzione delle strade ferrate calabro-sicule per continuare i lavori della Messina-Siracusa.
In questi frangenti, tra diatribe e dibattiti interminabili, si inseriva la questione degli Archi della Marina; era infatti opinione dell'amministrazione comunale e della Camera di Commercio di Catania che il tracciato presentato nel marzo del 1864 dalla Vittorio Emanuele penalizzasse la città perché creava una cintura di ferro che penalizzava il movimento mercantile del porto e cancellava la Passeggiata a mare cittadina costituita dal viale esterno alle Mura di Catania.
La commissione di ingegneri incaricati dal comune propose quindi un percorso alternativo, a monte della città, che passava per il piano del Borgo e che, con diramazione a Cibali per Siracusa e Palermo, avrebbe allacciato il porto da sud nell'area di Villa Scabrosa evitando la costruzione della galleria dell'Acquicella. Il dibattito parlamentare sembrò accogliere il progetto, ma con un vero e proprio atto di forza, il Ministero dei lavori pubblici approvò il progetto presentato il 12 giugno 1864 dalla Società Vittorio Emanuele, prescrivendo alla stessa il tracciato a sud con il lungo viadotto e la galleria di 1 km sotto la città.
Nonostante ciò, da parte delle numerose istanze cittadine si tentò di ottenere dal Ministero l'approvazione delle varianti proposte fino all'anno successivo.
Il 3 gennaio 1867 venne aperta la Stazione Centrale costruita sulla scogliera dell'Armisi con la inevitabile costruzione del viadotto che venne aperto al traffico ferroviario il 1º luglio del 1869 contemporaneamente alla galleria dell'Acquicella, al collegamento dei binari del porto e alla prima sezione della linea per Siracusa.
Negli anni trenta, con i lavori di ampliamento del Porto di Catania, anche il viadotto venne inglobato nel tessuto urbano dato che venne realizzato l'ampio piazzale artificiale del Molo Crispi.
A metà degli anni sessanta nel corso dei lavori di ammodernamento della ferrovia Catania-Siracusa venne raddoppiato il viadotto dal lato sud, verso il porto, costruendone una seconda sezione affiancata dal lato mare, esteticamente uguale a quella antica.
Nel corso dei primi anni duemila il viadotto è stato al centro di polemiche, tra l'amministrazione comunale e vari ambienti culturali cittadini, per l'ipotesi di un suo abbattimento in seguito ai lavori di costruzione del passante ferroviario di Catania di RFI.

## Caratteristiche
Il viadotto venne realizzato, a semplice binario, mediante una successione ininterrotta di archi in muratura poggianti su pile anch'esse in muratura. Nella scelta dei materiali di decorazione venne utilizzata la tipica alternanza di colori, grigio basalto e avorio, che caratterizza molte delle costruzioni cittadine. Il percorso del viadotto assume la forma di una S coricata che inizia da un contrafforte artificiale all'altezza del molo foraneo del porto e termina poco oltre la porta Uzeda, in corrispondenza della pescheria. Il percorso contorna all'esterno il vecchio perimetro della città allargandosi sul mare all'incirca a metà del suo percorso.